# 玉山悬钩子
玉山懸鉤子（学名：[Rubus pentalobus] 错误：{{Lang}}：文本有斜体标记（帮助））为蔷薇科悬钩子属的植物，是台灣的特有植物。分布于台灣海拔2,500米至3,500米的地区，见于生高山祼露地以及草地。在日本是常见园艺植物。

## 异名
- Rubus calycinoides Hayata var. macrophyllus Li